# アーント・アイシュタート合成
アルント・アイステルト合成（アルント・アイステルトごうせい、英語: Arndt–Eistert synthesis）とは、有機化学における合成法のひとつで、カルボン酸を、メチレン基がひとつ増えた同族体 (homologue) のカルボン酸に変換する手法。α-アミノ酸から β-アミノ酸を得るための一般的な方法である。
アルント・アイステルト合成では、まずカルボン酸を塩化チオニルなどでカルボン酸塩化物とした後にジアゾメタンと反応させ、ジアゾ化されたケトンを調製する。水などの求核剤の共存下に、酸化銀(I) (Ag2O) を作用させると、メチレン基が増えたカルボン酸が得られる
。
ジアゾメタンの毒性と爆発性を回避するため、より安全なトリメチルシリルジアゾメタンを用いた手法が報告されている
。

## 反応機構
アルント・アイステルト合成の鍵となる反応は、金属塩の触媒下に起こるウルフ転位 (Wolff rearrangement) である。
ウルフ転位とは、アルント・アイステルト合成の後半部分にあたる、ジアゾ化されたケトンから生成物までの転位反応を指す。熱、光、および白金、銀、銅の塩によりウルフ転位は引き起こされ、いったんケテン (RCH=C=O) が生成した後に水が求核的に付加してカルボン酸となる。